# Anatoli Bugorski
Anatoli Petróvitx Bugorski (óblast d'Oriol, RSFS de Rússia, 25 de juny de 1942) és un científic rus que va patir un accident en un accelerador de partícules el 1978.

## L'accident
Quan realitzava la seva tesi doctoral a l'Institut de Física d'Alta Energia de Protvino, Bugorski solia emprar el major accelerador de partícules existent a la Unió Soviètica, el sincrotró U-70. El 13 de juliol de 1978, Bugorski feia una reparació en una peça de l'equip quan els sistemes de seguretat van fallar i va patir un accident. El seu cap va entrar en contacte amb el feix de protons emergents. En paraules seves, va observar un flaix «més brillant que un miler de sols», encara que no va sentir dolor. Aquest raig de protons feia uns 2.000 gray quan va penetrar al crani de Bugorski, i 3.000 a la seva sortida després de travessar-lo.

## Conseqüències
El costat esquerre de la cara de Bugorski va patir una inflor pronunciada i, al llarg dels dies següents, es va escamar mostrant la zona cremada per l'impacte del flux de protons (que es movia a una velocitat semblant a la de la llum). Aquesta cremada es va donar a la pell però també a l'os i teixit cerebral subjacents. Fins aleshores, es creia que 5 o 6 grays podien matar una persona, per aquesta raó, els científics van examinar a Moscou el cas de Bugorski amb especial interès. Bugorski no només va sobreviure, sinó que va completar el doctorat. La seva capacitat intel·lectual no es va veure afectada, però la fatiga davant del treball intel·lectual es va incrementar. Bugorski va perdre la facultat de sentir per l'orella esquerra, si bé va mantenir un tinnitus la resta de la seva vida. El costat esquerre de la cara es va paralitzar a causa de la destrucció dels seus nervis i va desenvolupar crisis d'absència i epilèpsia.
La carrera científica de Bugorski va continuar després de l'accident, aconseguint el lloc de coordinador d'experiments de Física. El secretisme soviètic sobre tota investigació relacionada amb l'energia nuclear va fer que no es fes públic l'accident durant més d'una dècada. Bugorski va continuar essent examinat per radiòlegs i va conèixer altres afectats per accidents nuclears. Es va casar amb Vera Nikolaevna i va tenir un fill, Peter.